# Yuefu

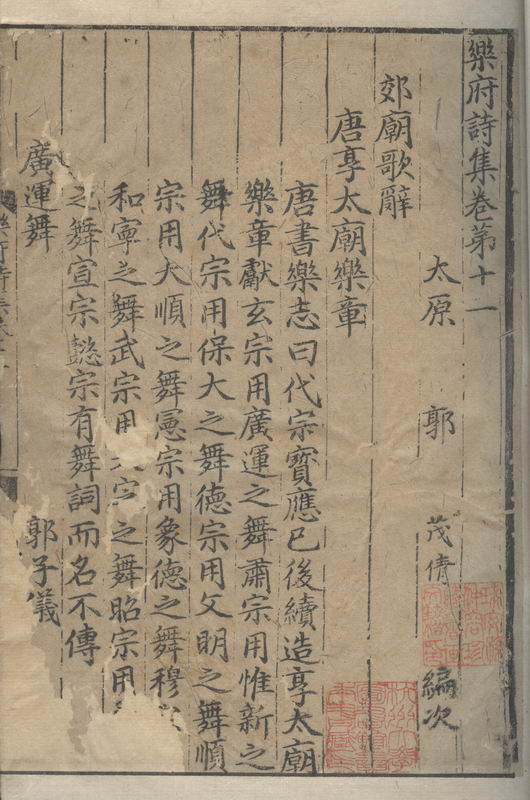
Page du Recueil des poèmes yuefu de Guo Maoqian, édition de 1341.

Le yuefu (chinois traditionnel : 樂府 ; chinois simplifié : 乐府 ; pinyin : yuèfǔ ; EFEO : yue-fou) est un genre poétique chinois, apparu sous la dynastie Han. Les yuefu sont originellement des chansons populaires avant d'être un genre pratiqué par les lettrés.
Le yuefu doit son nom au Bureau de la musique (Yuefu), organisme créée sous la dynastie Han en 177 av. J.-C. L'empereur Wudi l'a remanié en 120 av. J.-C. et nommé à sa tête le musicien Li Yannian (en). Ce bureau avait pour fonction de composer des hymnes pour les sacrifices, de la musique pour la cour, et de collecter des chansons populaires. La collecte des chansons avait tout d'abord pour but de prendre la mesure de l'opinion populaire. Les lettrés ont par la suite eux-mêmes écrits des imitations de ces chansons sur les mélodies. Enfin, des yuefu ont été écrits sur le modèle des chansons populaires, mais sans qu'ils soient destinés à être chantés, et ne tenaient donc plus compte des contraintes musicales.
Alors que le Classique des vers était principalement composé de poèmes de quatre syllabes/caractères, le yuefu a introduit la prosodie en vers de cinq puis sept syllabes, ainsi que des thèmes issus de la vie populaire.

## Typologie
Le principal recueil de yuefu est celui composé au xiie siècle par Guo Maoqian (en), le Recueil des poèmes yuefu (Yuefu shiji (zh)). On trouve dans ce recueil quatre types de yuefu : les yuefu de l'aristocratie, ceux écrits sur des musiques étrangères, ceux écrits sur des musiques populaires et ceux qui les imitent tout en étant dissociés de la musique.
Un autre classement permet de distinguer trois types de yuefu :
- Les hymnes rituels de la dynastie Han, similaires à ceux du Classique des vers, et eux aussi en vers de quatre syllabes[1].

L'un de ces hymnes, composés de dix-sept versets, est attribué à une concubine de l'empereur Gaozu, Tangshan Furen. Le contenu de l'œuvre montre que l'auteure était familière à la fois des chansons populaires et de la littérature classique tels le Classiques des vers ou encore les Chants de Chu dont elle adopte la versification en vers de trois ou sept syllabes.
- Les ballades anonymes populaires des Han. Certaines relèvent de la poésie narrative, un genre qui, en dehors de la poésie populaire, n'existe que très rarement dans la poésie chinoise. Les deux ballades les plus connues de cette période sont Les Mûriers sur les diguettes (Mo shang sang) et Le paon vole vers le sud-est. Le recueil des Dix-neuf poèmes anciens se rapproche de ce genre[3].
- Les ballades des Six Dynasties (220-589). Celles du Sud, dans la région de Nankin essentiellement, sont, pour les plus connues, des chansons d'amour composées sur la mélodie du Chant de minuit (en). D'autres mélodies viennent du Hubei. Les ballades du Nord évoquent souvent la guerre ou une nature plus sauvage. La plus connue est la Ballade de Mulan[4].

## Traduction
- Paul Demiéville (dir.), Anthologie de la poésie chinoise classique, Paris, Gallimard, 1962, rééd. coll. « Poésie » (« Poèmes à chanter (yue-fou) des Han et des Wei », p. 115-151, et « Poèmes à chanter (yue-fou) des dynasties du Sud et du Nord », p. 203-216)
- Jacques Pimpaneau, Anthologie de la littérature chinoise classique, Arles, Éditions Philippe Picquier, 2004 (« Chansons populaires », p. 228-255)